# Biathlon alla XXXI Universiade invernale
Le gare di biathlon della XXXI Universiade invernale si sono svolte dal 14 al 21 gennaio 2023 a Mount Van Hoevenberg. In programma nove eventi.

## Partecipanti
- Australia (3)
- Canada (12)
- Rep. Ceca (8)
- Finlandia (4)
- Francia (4)
- Gran Bretagna (2)
- Giappone (2)
- Kazakistan (12)
- Paesi Bassi (1)
- Norvegia (4)
- Polonia (8)
- Slovacchia (4)
- Corea del Sud (1)
- Svizzera (2)
- Ucraina (8)
- Stati Uniti (10)

## Podi

### Uomini
| Evento                  | Oro                 | Tempo             | Argento          | Tempo             | Bronzo           | Tempo             |
| Individuale 15 km       | Vadim Kurales       | 42'37"4 (0+1+0+0) | Ørjan Moseng     | 43'20"0 (1+1+1+1) | Axel Garnier     | 43'53"9 (0+1+0+1) |
| Sprint 10 km            | Bekentay Turlubekov | 27'51"5 (0+0)     | Bjorn Westervelt | 27'59"8 (1+1)     | Aleksandr Muchin | 28'13"7 (0+2)     |
| Inseguimento 12,5 km    | Bjorn Westervelt    | 35'38"3 (1+2+1+0) | Dmytro Hruščak   | 36'26"3 (0+0+0+1) | Wojciech Janik   | 36'46"4 (0+2+1+1) |
| Partenza in linea 15 km | Axel Garnier        | 39'53"7 (1+0+0+0) | Aleksandr Muchin | 40'18"5 (0+2+2+0) | Ørjan Moseng     | 40'26"0 (0+2+2+1) |

### Donne
| Evento                    | Oro                 | Tempo             | Argento               | Tempo             | Bronzo                | Tempo             |
| Individuale 12,5 km       | Shilo Rousseau      | 42'52"9 (1+0+0+1) | Barbara Skrobiszewska | 43'41"3 (1+0+0+0) | Tereza Jandová        | 43'46"6 (0+2+0+1) |
| Sprint 7,5 km             | Anna Nędza-Kubiniec | 24:17.1 (0+2)     | Shilo Rousseau        | 24:41.2 (0+1)     | Tereza Jandová        | 25:01.3 (0+2)     |
| Inseguimento 10 km        | Shilo Rousseau      | 32'24"4 (1+1+0+1) | Anna Nędza-Kubiniec   | 33'04"5 (0+2+2+1) | Barbara Skrobiszewska | 33'39"3 (0+2+1+1) |
| Partenza in linea 12,5 km | Kristýna Otcovská   | 41'11"6 (3+0+0+0) | Pauline Machut        | 41'32"7 (1+0+0+2) | Anna Blanc            | 41'41"1 (1+2+0+0) |

### Misti
| Evento                      | Oro                                   | Tempo   | Argento                             | Tempo   | Bronzo                              | Tempo   |
| Staffetta mista individuale | Rep. Ceca Tereza Jandová Jakub Kocian | 37'25"3 | Francia Pauline Machut Axel Garnier | 38'02"8 | Ucraina Julija Horodna Stepan Kinaš | 38'07"2 |

## Medagliere
| Pos.   | Paese       | Oro | Argento | Bronzo | Totale |
| ------ | ----------- | --- | ------- | ------ | ------ |
| 1      | Kazakistan  | 2   | 1       | 1      | 4      |
| 2      | Canada      | 2   | 1       | 0      | 3      |
| 3      | Rep. Ceca   | 2   | 0       | 2      | 4      |
| 4      | Polonia     | 1   | 2       | 2      | 5      |
| 4      | Francia     | 1   | 2       | 2      | 5      |
| 6      | Stati Uniti | 1   | 1       | 0      | 2      |
| 7      | Ucraina     | 0   | 1       | 1      | 2      |
| 7      | Norvegia    | 0   | 1       | 1      | 2      |
| Totale | Totale      | 9   | 9       | 9      | 27     |